# Wu xia pian
Pour les articles homonymes, voir Wuxia (homonymie).
Le wu xia pian (chinois simplifié : 武侠片 ; chinois traditionnel : 武俠片 ; pinyin : wǔxiá piàn ; litt. « film de héros martial ») est un genre cinématographique du cinéma chinois, s'apparentant au genre littéraire du wuxia. Le terme est généralement traduit par « film de chevalier errant » ou « film de sabre chinois ». C'est le pendant cinématographique des romans d'arts martiaux (wuxia xiaoshuo).

## Historique

### Origines

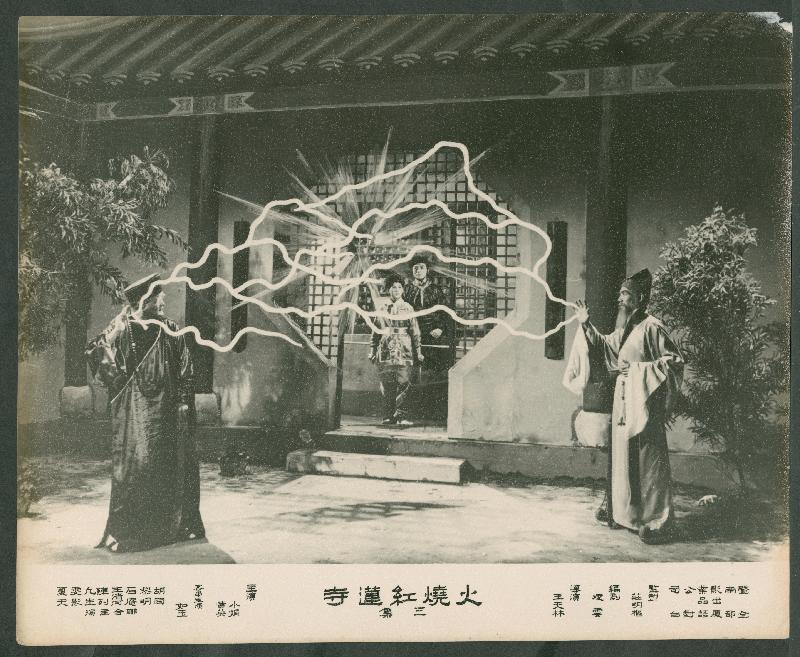
L'Incendie du monastère du Lotus rouge.

Le mythe du chevalier errant, le wuxia, naît durant la période des Royaumes combattants (de -481 à -221) : la noblesse guerrière est peu à peu supplantée par la classe des lettrés, en raison :
- de la centralisation du pouvoir par la dynastie Zhou, afin d'essayer d'endiguer les guerres entre États ;
- de l'utilisation de la cavalerie et de l'infanterie, masse de soldats peu entraînés, aux dépens de la noblesse guerrière.

Certains nobles deviennent des lettrés et sont employés comme fonctionnaires, mais d'autres refusent d'abandonner leur art de vivre et se retrouvent en marge de la société. Ils deviennent des chevaliers errants.
Les romans wuxia apparaissent sous la dynastie Tang (618-907).
Le wuxiapian apparaît dans le cinéma chinois, sous la République de Chine, dès les années 1920 sous l'influence de la « terreur blanche chinoise » instaurée par Tchang Kaï-chek à partir de 1926. L'un des tout premiers est Li Feifei : une chevalière errante (1925), mais c'est L'Incendie du monastère du Lotus rouge de Zhang Shichuan en 1928, de la Société cinématographique Mingxing qui marque le premier grand succès du genre (il connaîtra dix-sept suites). Le wuxiapian est cependant interdit par le Kuomintang, alors à la tête de la République de Chine, à partir de 1930, mais pas de façon stricte dans les premiers temps. Après la fin de la guerre civile et la victoire des communistes, le genre se réfugie à Hong Kong. La qualité inégale et le manque d'originalité des séries lassent progressivement les spectateurs, qui ne s'intéressent à nouveau à ce genre que dans les années 1950.

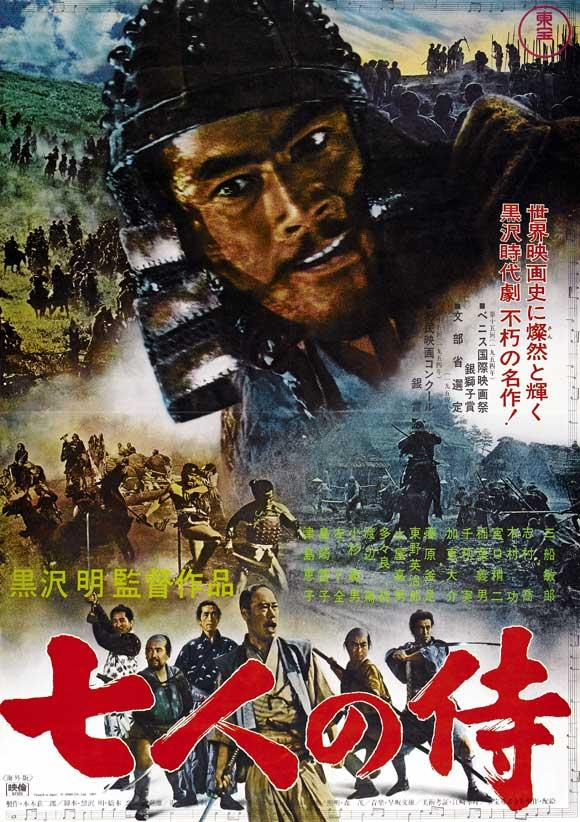
Les Sept Samouraïs.

### Âge d'or
Au début des années 1960, c'est Hong Kong qui devient le principal producteur de films de ce genre. S'inspirant des films de sabre de l'âge d'or japonais (tels que Les Sept Samouraïs d'Akira Kurosawa, 1954), les studios Shaw Brothers les adaptent à la culture chinoise assurant au cinéma de Hong Kong une renommée mondiale. C'est à ce moment que les combats d'arts martiaux prennent une nouvelle dimension : plus longs, plus chorégraphiés, plus violents.

### Renaissance
En 1995, le genre est remis à l'honneur avec The Blade de Tsui Hark. Mais le grand public occidental n'a découvert ce genre traditionnel qu'en 2000, avec le succès mondial du film Tigre et Dragon de Ang Lee, avec Chow Yun-fat, Michelle Yeoh, Zhang Ziyi et Chang Chen, puis de Hero de Zhang Yimou, avec Jet Li, Tony Leung Chiu-wai, Maggie Cheung et Zhang Ziyi et Le Secret des poignards volants de Yimou, avec Zhang Ziyi, Andy Lau et Takeshi Kaneshiro.
Contrairement au film de cape et d'épée, snobé par le cinéma d'art et d'essai en Occident, tous les grands auteurs du cinéma chinois et taiwanais se sont un jour intéressés au wu xia pian, chacun dans leur style : Wong Kar-wai avec les enivrantes Cendres du temps en 1994, Tsai Ming-liang avec l'hommage mélancolique Goodbye, Dragon Inn en 2003, Edward Yang avec l'animé The Wind en 2007 (inachevé cause mort du réalisateur), Jia Zhangke avec l'étude sociale contemporaine A Touch of Sin en 2013, Hou Hsiao-hsien avec l'épuré The Assassin en 2015.

## Thématique
Issu de la littérature classique et populaire, le wu xia pian reprend les thèmes traditionnels : opposition du bien et du mal, du devoir et du désir. Il met fréquemment en scène un chevalier itinérant.